# Jan de Fast
Pour les articles homonymes, voir Fast (homonymie).
Jan de Fast (né Jean-Charles Buré en 1914) est un écrivain français de science-fiction, également connu sous les pseudonymes de Karol Bor / Gen Khor / Franz Nikols / Noël Ward. Il fut entre autres l'un des auteurs prolifiques de la collection Anticipation des éditions Fleuve Noir.
La majorité de ses œuvres d'anticipation mettent en scène le Docteur Alan (26 livres), haut fonctionnaire de la planète Alpha, sorte de James Bond interplanétaire, vivant de nombreuses aventures dans la Galaxie, essentiellement au contact de civilisations beaucoup moins avancées que la sienne.
Il est décédé le 6 octobre 1991 à Garches[réf. nécessaire].

## Œuvres

### Science Fiction
Les 43 tomes publiés dans la collection Fleuve Noir Anticipation (FNA).
- 1972 
  - L'Envoyé d'Alpha FNA 495 [Docteur Alan 1]
  - La Planète assassinée FNA 514 [Docteur Alan 2]
- 1973
  - Infection focale FNA 539 [Docteur Alan 3]
  - L'Impossible retour FNA 560 [Docteur Alan 4]
  - Quatrième mutation FNA 579 [Docteur Alan 5]
- 1974
  - Cancer dans le cosmos FNA 593 [Docteur Alan 6]
  - Les Tueurs d'âme FNA 600 [Docteur Alan 7]
  - La Mort surgit du néant FNA 614 [Docteur Alan 8]
  - La Drogue des étoiles FNA 634 [Docteur Alan 9]
  - Quand les deux soleils se coucheront FNA 637 [Docteur Alan 10]

Ce roman se passe dans une civilisation où les êtres humains hibernent
- 1975
  - Sécession à Procyon FNA 652 [Docteur Alan 11]
  - Les Hordes de Céphée FNA 661 [Docteur Alan 12]
  - La Saga des étoiles FNA 667
  - Dans la gueule du Vortex FNA 678 [Docteur Alan 13]
  - Le Salut de l'empire Shekara FNA 683
  - Tourbillon temporel FNA 694 [Docteur Alan 14]
- 1976
  - Nurnah aux temples d'or FNA 705
  - Les Walkyries des Pléiades FNA 709 [Docteur Alan 15]
  - Une porte sur ailleurs FNA 713
  - La Loi galactique FNA 725 [Docteur Alan 16]
  - Par le temps qui court… FNA 731
  - Les Tziganes du Triangle austral FNA 738 [Docteur Alan 17]
  - S.O.S. Andromède FNA 748
- 1977
  - La Planète des normes FNA 764  : [Docteur Alan 18]
  - Un pas de trop vers les étoiles FNA 770
  - Involution interdite FNA 782 [Docteur Alan 19]
  - Mondes en dérive FNA 791 [Docteur Alan 20]
  - Les Esclaves de Thô FNA 808
  - Seules les étoiles meurent FNA 823 [Docteur Alan 21]

- 1978
  - Hier est né demain FNA 836
  - Pas de berceau pour les Ushas FNA 860
  - Le Plan de clivage FNA 869 [Docteur Alan 22]
  - Les Jeux de Nora et du hasard FNA 874 [Docteur Alan 23]
  - Le Piège de l'oubli FNA 893 [Docteur Alan 24]

- 1979
  - Le Fils de l'étoile FNA 899
  - Aux confins de l'empire Viédi FNA 901
  - Plus belle sera l'aurore FNA 922
  - La Cité où le soleil n'entrait jamais FNA 927 [Docteur Alan 25]

- 1980
  - L'Ultimatum des treize jours FNA 967 [Docteur Alan 26]
  - La Dernière bataille de l'espace FNA 1018
  - Le Secret des pierres radieuses FNA 1051
  - Pas de passeport pour Anésia FNA 1082
  - Il fera si bon mourir … FNA 1111

### Autres écrits
Il est aussi auteur de nouvelles.
- Copies conformes (1976)
- Tinmeo Danaos (1976)
- Mens sana in corpore sano (1977)
- La Ville est un bordel (1977)

### Espionnage sous le pseudonyme Karol Bor

#### Série Le Toubib
- A nous deux, Toubib !, 1964, Arabesque
- Slalom pour le Toubib, 1964, Arabesque
- Le Toubib pêche en eau claire, 1964, Arabesque
- Plus d'orchidées pour le Toubib, 1964, Arabesque
- Pas de diams pour le Toubib, 1965, Arabesque
- Le Toubib chasse le trésor, 1966, Arabesque
- Le Toubib met son grain de sel, 1966, Arabesque
- Le Toubib ne s'endort pas, 1966, Arabesque
- Le Toubib opère à  chaud, 1966, Arabesque
- Le Toubib vend du vent, 1966, Arabesque
- Le Toubib aime les voyages, 1968, Arabesque
- Le Toubib casse la baraque, 1968, Arabesque
- Le Toubib solde ses comptes, 1968, Arabesque
- Le Toubib vend la mêche, 1969, Arabesque
- Plus de menaces pour le Toubib, 1969, Arabesque
- Prévenez le Toubib, 1969, Arabesque

#### Autres romans
- Marchés communs, 1961, Arabesque
- Atlantide 1980, 1961, Arabesque
- Impasse aux dames, 1961, Arabesque
- Mission sans rémission, 1962, Arabesque
- Court-circuit à  Budapest, 1962, Arabesque
- Groupes d'action, 1962, Arabesque
- Les maillons de la chaîne, 1963, Arabesque
- Réseaux cisaillés, 1963, Arabesque
- Ultra confidentiel, 1963, Arabesque
- Virages à  l'est, 1963, Arabesque
- Bagarre en rouge et jaune, 1963, Arabesque
- Commandos fantômes, 1963, Arabesque
- Des embauches pour le toubib, 1968, Arabesque
- Coup de veine pour le toubib, 1969, Arabesque

- La balade de la Dame du temps jadis (1978)